# مطار مونتريال الدولي
مطار مونتريال الدولي واسمه الرسمي مطار بيير إيليوت تروداو مونتريال الدولي (بالفرنسية: Aéroport international Pierre-Elliott-Trudeau de Montréal) (إياتا: YUL، إيكاو: CYUL) هو مطار دولي رئيسي يخدم مدينة مونتريال أكبر مدن مقاطعة كيبك في كندا. ويقع في جزيرة مونتريال على بعد 20 كم (12 ميل) من وسط مدينة مونتريال في مدينة دورفال وسانت لورين.

## شركات الطيران والوجهات
| شركـات طيـران                   | الوجهات | Refs          |
| ------------------------------- | --- | ------------- |
| طيران المكسيك                   | مطار بينيتو خواريز الدولي | [ 3 ]         |
| الخطوط الجوية الجزائرية         | مطار هواري بومدين الدولي | [ 4 ]         |
| طيران كندا                      | مطار برشلونة الدولي، مطار إلدورادو الدولي، مطار بروكسل الدولي، مطار كالغاري الدولي، مطار محمد الخامس الدولي، مطار انديرا غاندي الدولي، مطار دنفر الدولي، Edmonton، Fort-de-France، مطار فرانكفورت، مطار جنيف الدولي، مطار هاليفاكس الدولي، مطار لشبونة، مطار لندن هيثرو، مطار لوس أنجلوس الدولي، مطار بينيتو خواريز الدولي، مطار ميامي الدولي، مطار مالبينسا، مطار باريس شارل ديغول، Pointe-à-Pitre، Providenciales، مطار ليوناردو دا فينشي، مطار سان فرانسيسكو الدولي، مطار خوان سانتاماريا الدولي، مطار غواروليوس الدولي، مطار تامبا الدولي، مطار ناريتا الدولي، مطار تورونتو بيرسون الدولي، مطار تولوز بلانياك، مطار فانكوفر الدولي، Winnipeg موسمي: مطار هواري بومدين الدولي، مطار سخيبول أمستردام، مطار أثينا الدولي، باربادوس، مطار الوزير بيستارينيي الدولي، مطار القاهرة الدولي، Cancún، مطار كوبنهاغن، مطار دبلن الدولي، Fort Lauderdale ‏، مطار جورج بوش الدولي (تبدأ في 29 أكتوبر 2023)، Ixtapa/Zihuatanejo، Liberia (CR) ‏، مطار ليون سانت إكسوبيري، Nassau، مطار لاغوارديا، مطار نيس كوت دازور، Puerto Vallarta ‏، Punta Cana ‏، مطار كيفلافيك الدولي، مطار سان دييغو الدولي، San José del Cabo ‏ (تبدأ في 1 ديسمبر 2023)، مطار لويس مارين مونيوز، مطار سياتل تاكوما الدولي، مطار بن غوريون الدولي، مطار البندقية ماركو بولو، مطار بالم بيتش الدولي | [ 8 ]         |
| Air Canada Express              | مطار هارتسفيلد جاكسون، Bagotville، Bathurst، مطار لوجان الدولي، مطار شارلوت تاون ‏، مطار أوهير الدولي، مطار دالاس فورت ورث الدولي، Deer Lake ‏، مطار ديترويت، Fredericton، London (ON) ‏، مطار منيابولس-سنت بول الدولي، مطار نيوآرك ليبرتي الدولي، مطار جون إف كينيدي الدولي، مطار لاغوارديا، Ottawa، مطار فيلادلفيا الدولي، Rouyn-Noranda، Saint John (NB) ‏، Sept-Îles، Sydney (NS) ‏، Toronto–Billy Bishop ‏، مطار تورونتو بيرسون الدولي، مطار واشنطن دولس الدولي، مطار رونالد ريغان الوطني موسمي: Gander، مطار جورج بوش الدولي، Îles-de-la-Madeleine، Moncton، مطار ناشفيل الدولي، مطار بيتسبرغ الدولي ‏، Raleigh/Durham، مطار ريجاينا الدولي ‏، St. John's (NL) ‏، Saskatoon | [ 8 ]         |
| Air Canada Rouge                | Cancún، Cayo Coco ‏، Cozumel، Fort Lauderdale ‏، Fort McMurray (تبدأ في 20 يونيو 2023)، Kelowna، مطار هاري ريد الدولي، مطار أورلاندو الدولي، Punta Cana ‏، Québec City ‏، Samaná، San Salvador (Bahamas) ‏، Varadero موسمي: أنتيغوا، مطار شارلوت تاون ‏، كوراساو، Holguin، La Romana ‏ (تستأنف في 17 ديسمبر 2023)، Moncton، مطار سانجستر الدولي، مطار نيو اورليانز لويس أرمسترونغ الدولي (تبدأ في 2 ديسمبر 2023)، مطار فينيكس سكاي هاربر الدولي، Puerto Plata ‏، Santa Clara ‏، St. John's (NL) ‏، Victoria | [ 8 ]         |
| Air Creebec                     | Chibougamau، Chisasibi، Eastmain، Kuujjuarapik، Nemaska، Val-d'Or، Waskaganish، Wemindji | [ 11 ]        |
| الخطوط الجوية الفرنسية          | مطار باريس شارل ديغول موسمي: Pointe-à-Pitre | [ 13 ]        |
| Air Inuit                       | مطار أكوليفيك، Inukjuak، Ivujivik، Kangiqsujuaq، Kangirsuk، Kuujjuaq، Kuujjuarapik، La Grande ‏، Puvirnituq، Quaqtaq، Quebec City، Salluit، Sanikiluaq، Schefferville، Sept-Îles، Umiujaq | [ 14 ]        |
| Air Saint-Pierre                | Saint-Pierre | [ 15 ]        |
| طيران ترانسات                   | Cancún، Cayo Coco ‏، Fort Lauderdale ‏، Holguín، مطار لشبونة، مطار غاتويك، مطار ليون سانت إكسوبيري، مطار مالقة الدولي، مطار مارسيليا، مطار ميامي الدولي، مطار سانجستر الدولي، مطار أورلاندو الدولي، مطار باريس شارل ديغول، Port-au-Prince، Puerto Plata ‏، Puerto Vallarta ‏، Punta Cana ‏، Samaná، Santa Clara ‏، مطار تورونتو بيرسون الدولي، Varadero موسمي: Acapulco، مطار سخيبول أمستردام، مطار أثينا الدولي، مطار برشلونة الدولي، مطار بازل - ميلوز - فريبورغ الأوروبي، مطار بوردو ميرينياك، مطار بروكسل الدولي، مطار كالغاري الدولي، Cartagena، Fort-de-France، مطار خوسيه مارتي الدولي، La Romana ‏، Liberia (CR) ‏، مطار لوس أنجلوس الدولي، مطار مدريد باراخاس الدولي، مطار نانت، مطار نيس كوت دازور، Pointe-à-Pitre، مطار بورتو الدولي، Québec City ‏، Río Hato ‏، مطار ليوناردو دا فينشي، مطار سان فرانسيسكو الدولي، مطار خوان سانتاماريا الدولي، مطار لويس مارين مونيوز، مطار إل سلفادور الدولي، مطار الأميرة جوليانا الدولي، مطار تولوز بلانياك، مطار فانكوفر الدولي، مطار البندقية ماركو بولو | [ 16 ]        |
| الخطوط الجوية الأمريكية         | مطار شارلوت دوغلاس الدولي، مطار دالاس فورت ورث الدولي، مطار ميامي الدولي | [ 17 ]        |
| إمريكان إيغل                    | مطار شارلوت دوغلاس الدولي، مطار أوهير الدولي، مطار لاغوارديا، مطار فيلادلفيا الدولي | [ 17 ]        |
| الخطوط الجوية النمساوية         | مطار فيينا الدولي | [ 18 ]        |
| Azores Airlines                 | موسمي: Ponta Delgada، Terceira | [ 19 ]        |
| الخطوط الجوية البريطانية        | مطار لندن هيثرو | [ 20 ]        |
| Canadian North                  | Iqaluit، Kuujjuaq | [ 21 ]        |
| خطوط كوبا الجوية                | مطار توكومين الدولي | [ 22 ]        |
| Corsair International           | موسمي: مطار باريس أورلي | [ 23 ]        |
| خطوط دلتا الجوية                | مطار هارتسفيلد جاكسون موسمي: مطار منيابولس-سنت بول الدولي | [ 24 ]        |
| Delta Connection                | مطار ديترويت، مطار منيابولس-سنت بول الدولي، مطار جون إف كينيدي الدولي، مطار لاغوارديا موسمي: مطار هارتسفيلد جاكسون | [ 24 ]        |
| طيران الإمارات                  | مطار دبي الدولي (تبدأ في 5 يوليو 2023) | [ 25 ]        |
| Flair Airlines                  | مطار كالغاري الدولي، Edmonton، مطار هاليفاكس الدولي، مطار فانكوفر الدولي موسمي: Fort Lauderdale ‏، مطار اورلاندو سانفورد الدولي (تبدأن في 29 أكتوبر 2023) | [ 27 ] [ 28 ] |
| الخطوط الجوية الملكية الهولندية | مطار سخيبول أمستردام | [ 29 ]        |
| لوفتهانزا                       | مطار ميونخ الدولي موسمي: مطار فرانكفورت | [ 30 ]        |
| Lynx Air                        | مطار كالغاري الدولي، St. John's (NL) ‏ موسمي: مطار فانكوفر الدولي (تبدأ في 26 يونيو 2023) | [بحاجة لمصدر] |
| OWG                             | Cayo Coco ‏، Holguín، Santa Clara ‏، Varadero | [ 32 ]        |
| PAL Airlines                    | Baie-Comeau، Gaspé، Îles-de-la-Madeleine، Mont-Joli، Quebec City، Sept-Îles، Val-d'Or، Wabush | [ 33 ]        |
| Pascan Aviation                 | Bagotville، Îles-de-la-Madeleine، Mont-Joli، Quebec City، Sept-Îles، Wabush | [ 34 ]        |
| Porter Airlines                 | مطار هاليفاكس الدولي، Toronto–Billy Bishop ‏، مطار تورونتو بيرسون الدولي | [ 36 ]        |
| الخطوط الجوية القطرية           | مطار حمد الدولي | [ 37 ]        |
| الخطوط الملكية المغربية         | مطار محمد الخامس الدولي | [ 38 ]        |
| الملكية الأردنية                | مطار الملكة علياء الدولي | [ 39 ]        |
| خطوط صن وينق الجوية ‏            | Cancún، Cayo Coco ‏، Freeport، Holguín، مطار سانجستر الدولي، Puerto Plata ‏، Punta Cana ‏، مطار غوستافو روجاس بينيلا الدولي، San José del Cabo ‏، Santa Clara ‏، مطار الأميرة جوليانا الدولي، Varadero موسمي: Acapulco، أنتيغوا، مطار الملكة بياتريس الدولي، Cayo Largo del Sur ‏، Liberia (CR) ‏، Manzanillo (Cuba) ‏، Mazatlán، مطار ميامي الدولي، Puerto Vallarta ‏، Rio Hato ‏، Roatán | [بحاجة لمصدر] |
| الخطوط الجوية الدولية السويسرية | مطار زيورخ الدولي | [ 40 ] [ 41 ] |
| تاب برتغال                      | مطار لشبونة | [ 42 ] [ 43 ] |
| الخطوط التونسية                 | مطار تونس قرطاج الدولي | [ 44 ]        |
| الخطوط الجوية التركية           | مطار إسطنبول الدولي | [ 45 ]        |
| United Express                  | مطار أوهير الدولي، مطار نيوآرك ليبرتي الدولي، مطار واشنطن دولس الدولي | [ 46 ]        |
| ويست جت إيرلاينز ‏               | مطار كالغاري الدولي، مطار تورونتو بيرسون الدولي موسمي: Edmonton، مطار فانكوفر الدولي | [ 47 ]        |

## الإحصائيات
شاهد source Wikidata query and sources.
| السنة               | عدد الركاب | % التغير | ركاب محلين | % التغير | ركاب دوليين | % التغير | ركاب من رحلات الولايات المتحدة | % التغير |
| ------------------- | ---------- | -------- | ---------- | -------- | ----------- | -------- | ------------------------------ | -------- |
| 2023 (يناير-فبراير) | 2,862,999  | ▲ 132.7% | 823,052    | ▲ 94.2%  | 1,405,039   | ▲ 149.0% | 634,908                        | ▲ 162.3% |
| 2022                | 15,973,242 | ▲ 207.1% | 5,422,855  | ▲ 122.0% | 7,083,870   | ▲ 272.2% | 3,466,517                      | ▲ 305.1% |
| 2021B               | 5,201,751  | ▼ 4.3%   | 2,442,801  | ▲ 21.6%  | 1,903,257   | ▼ 20.2%  | 855,693                        | ▼ 17.8%  |
| 2020B               | 5,437,210  | ▼ 73.2%  | 2,009,014  | ▼ 72.1%  | 2,386,734   | ▼ 72.2%  | 1,041,462                      | ▼ 76.9%  |
| 2019                | 20,305,106 | ▲ 4.5%   | 7,192,116  | ▲ 0.6%   | 8,595,100   | ▲ 9.3%   | 4,517,890                      | ▲ 2.3%   |
| 2018                | 19,428,143 | ▲ 7.0%   | 7,145,771  | ▲ 3.3%   | 7,866,203   | ▲ 10.2%  | 4,416,169                      | ▲ 7.5%   |
| 2017                | 18,160,223 | ▲ 9.5%   | 6,916,725  | ▲ 7.5%   | 7,135,975   | ▲ 13.5%  | 4,107,523                      | ▲ 6.2%   |
| 2016                | 16,589,067 | ▲ 6.9%   | 6,431,691  | ▲ 9.5%   | 6,288,860   | ▲ 6.0%   | 3,868,516                      | ▲ 4.3%   |
| 2015                | 15,517,382 | ▲ 4.6%   | 5,874,944  | ▲ 3.0%   | 5,933,290   | ▲ 6.7%   | 3,709,148                      | ▲ 3.8%   |
| 2014                | 14,840,067 | ▲ 5.3%   | 5,705,140  | ▲ 5.5%   | 5,561,286   | ▲ 4.9%   | 3,573,641                      | ▲ 5.6%   |
| 2013                | 14,095,272 | ▲ 2.1%   | 5,408,528  | ▲ 1.4%   | 5,302,692   | ▲ 1.1%   | 3,384,052                      | ▲ 4.7%   |
| 2012                | 13,809,820 | ▲ 1.0%   | 5,333,749  | ▲ 2.1%   | 5,244,656   | ▲ 0.1%   | 3,231,415                      | ▲ 0.9%   |
| 2011                | 13,668,829 | ▲ 5.4%   | 5,225,786  | ▲ 5.4%   | 5,239,928   | ▲ 7.7%   | 3,203,115                      | ▲ 1.7%   |
| 2010                | 12,971,339 | ▲ 6.1%   | 4,957,003  | ▲ 3.6%   | 4,864,921   | ▲ 6.4%   | 3,149,415                      | ▲ 10.0%  |
| 2009                | 12,224,534 | ▼ 4.6%   | 4,793,177  | ▼ 9.2%   | 4,567,686   | ▲ 2.3%   | 2,863,671                      | ▼ 6.7%   |
| 2008                | 12,813,320 | 0.0%     | 5,278,945  | ▼ 2.1%   | 4,465,589   | ▲ 5.2%   | 3,068,786                      | ▼ 3.5%   |
| 2007                | 12,817,969 | ▲ 12.0%  | 5,393,576  | ▲ 15.9%  | 4,245,642   | ▲ 14.5%  | 3,178,751                      | ▲ 3.2%   |
| 2006                | 11,441,202 | ▲ 5.0%   | 4,653,599  | ▲ 4.6%   | 3,708,264   | ▲ 7.1%   | 3,079,339                      | ▲ 3.2%   |